# Milche
Milche (nep. मिल्चे) – gaun wikas samiti w środkowej części Nepalu w strefie Bagmati w dystrykcie Kavrepalanchok. Według nepalskiego spisu powszechnego z 2001 roku liczył on 434 gospodarstw domowych i 2647 mieszkańców (1331 kobiet i 1316 mężczyzn).